# Висачки
Виса́чки (укр. Виса́чки) — село, Вовчикский сельский совет, Лубенский район, Полтавская область, Украина.
Код КОАТУУ — 5322881102. Население по переписи 2001 года составляло 297 человек. Население по данным 2024 года составляло 201 человек.

## Географическое положение
Село Висачки находится на правом берегу реки Сулица, которая через 1 км впадает в реку Сула,
выше по течению на расстоянии в 8 км расположено село Окоп,
на противоположном берегу реки Сула — село Вовчик.
Местность вокруг села сильно заболочена, там много ирригационных каналов.

## Экономика
- ООО «Стоколос».

## Объекты социальной сферы
- Дом культуры.

## Известные люди
В селе родились:
- Мыцык Василий Фёдорович (1913—1945) — Герой Советского Союза.
- Гордиенко, Михаил Иванович (1921—1999) — Герой Социалистического Труда.